# General Electric Company

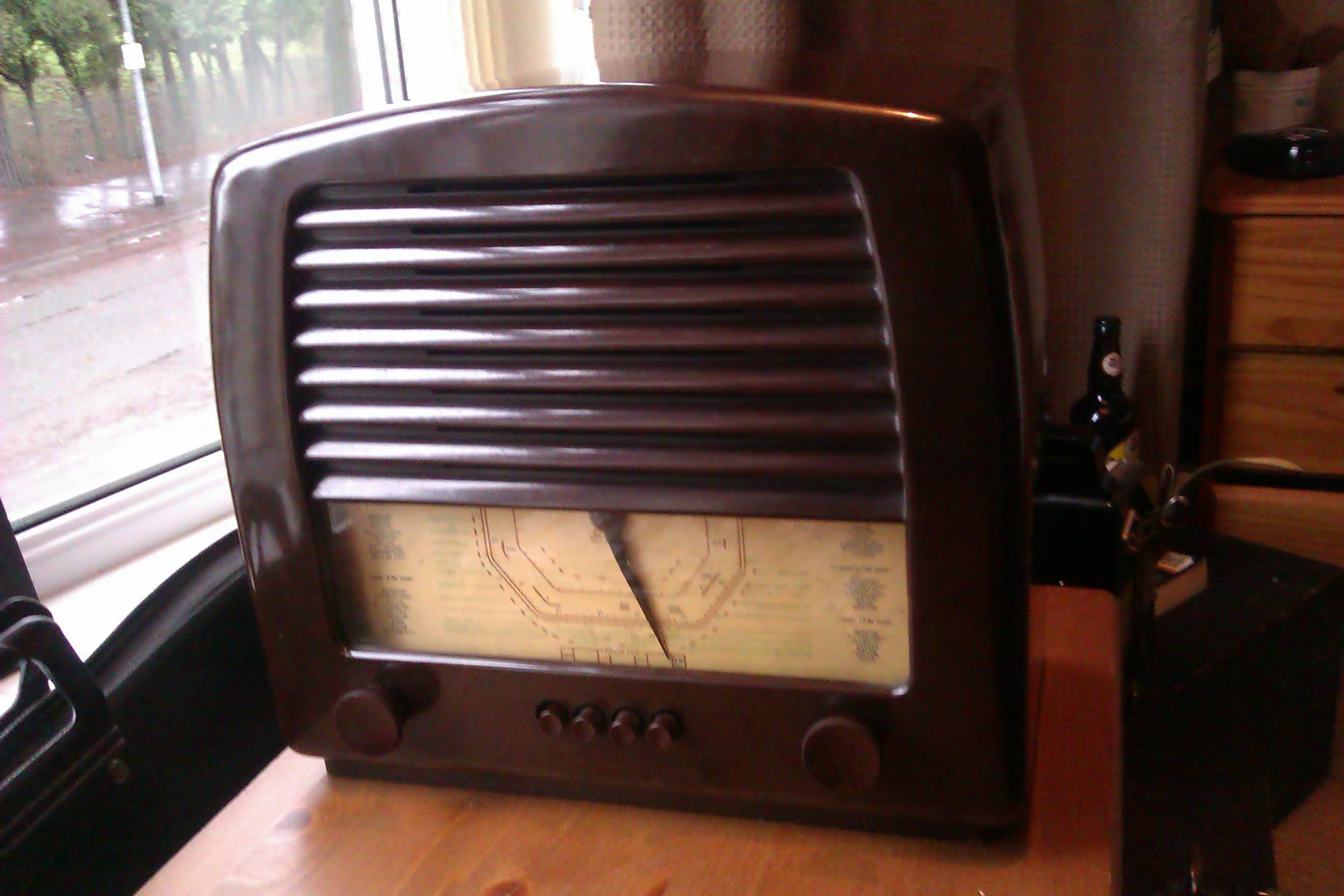
GEC Rundfunkempfänger (1946)

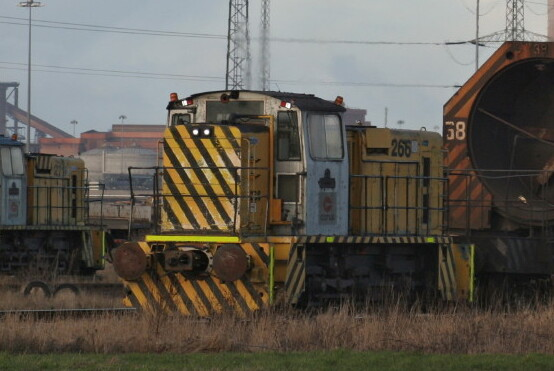
Schwere Rangierlokomotive von GEC Traction, gebaut während der 1970er und 1980er Jahre

Die General Electric Company plc, abgekürzt GEC, war ein bedeutender britischer Elektrotechnikhersteller, der in den Bereichen Energietechnik, Schienenfahrzeugtechnik, Unterhaltungselektronik, Wehrtechnik und Telekommunikation tätig war.

## Geschichte
Im Jahr 1886 gründeten die beiden deutschen Einwanderer Gustav Binswanger und Hugo Hirst in London die General Electric Apparatus Company, die im Großhandel von Elektroartikeln tätig war. 1889 wurde das Unternehmen in General Electric Company Ltd umbenannt und 1900 in eine Public Limited Company umgewandelt. In den 1890er und 1900er Jahren war das Unternehmen hauptsächlich im Bereich der elektrischen Beleuchtung tätig. Während des Ersten Weltkriegs lieferte GEC verschiedene Güter an die British Army und wurde so zu einem wichtigen Akteur in der Elektroindustrie. In den 1920er Jahren war das Unternehmen maßgeblich am Aufbau des landesweiten Hochspannungsnetz in Großbritannien beteiligt.
Im Zweiten Weltkrieg leistete GEC bedeutende Beiträge zur alliierten Kriegswirtschaft, indem das Unternehmen Magnetronsender für Radargeräte sowie verschiedene Geräte für die Telekommunikation entwickelte. Darüber hinaus stellte GEC Elektronenröhren, Funkgeräte, Rundfunkempfangsgeräte, Signallampen und Kohlebogenlampen in großen Stückzahlen her. 
Nach dem Krieg setzte das Unternehmen seine Expansion fort und fusionierte 1961 mit Radio & Allied Industries. Der Expansionskurs wurde mit der Übernahme von Associated Electrical Industries (AEI) 1967 und der Fusion mit English Electric 1968 fortgesetzt. Zwischen 1979 und 1981 folgten weitere Übernahmen, darunter die Unternehmen W & T Avery, Cincinnati Electronics und Picker Corporation. 1989 bildete die Energie- und Transportsparte von GEC zusammen mit Alsthom aus Frankreich einen Merger unter dem Namen GEC-Alsthom, wobei GEC 1998 seine Anteile an der Pariser Börse veräußerte.
In den 1980er Jahren war GEC der größte private Arbeitgeber Großbritanniens mit über 250.000 Mitarbeitern und erzielte in den 1990er Jahren Gewinne von über 1 Milliarde Pfund pro Jahr. 1999 verkaufte GEC seine Verteidigungssparte, die bis 1998 GEC-Marconi hieß, unter dem Namen Marconi Electronic Systems an British Aerospace. Der verbleibende Teil von GEC, der hauptsächlich Telekommunikationsgeräte fertigte, wurde in Marconi Communications umbenannt. Nach dem Kauf zweier US-amerikanischer Telekommunikationshersteller wird das Unternehmen in Marconi plc umbenannt. Verluste nach dem Platzen der Dotcom-Blase führen im Jahr 2001 zur Umstrukturierung in die Marconi Corporation plc 2003. Im Jahr 2005 war das Unternehmen nicht in der Lage, sich einen Teil der Aufträge für den Umbau des britischen Analogtelefonnetzes in ein Voice-over-IP-Netz zu sichern. Noch im selben Jahr erwarb Ericsson den größten Teil des Unternehmens; der verbleibende Teil wurde in Telent umbenannt.